# Mammoth Mountain
Mammoth Mountain je trachy-dacitický lávový dóm na východě centrální části pohoří Sierra Nevada, v Mono County a v Madera County, na východě Kalifornie.
Leží západně od menšího města Mammoth Lakes a údolí Long Valley a východně od horské skupiny Ritter Range, která se nachází těsně za jihovýchodní hranicí Yosemitského národního parku.
Mammoth Mountain tvoří jihozápadní okraj kaldery údolí Long Valley. Hora je obklopena nejméně 35 menšími vedlejšími krátery. Jihozápadně od hory se nachází dva struskovité kužely. Mammoth Mountain je také známá největším lyžařským střediskem v Sieře Nevadě.

## Geologická historie
Poslední magmatické erupce v okolí hory proběhly před 57 tisíci lety. Před 8,5 tisíci lety vznikly dva struskovité kužely na jihozápadní straně. Před 700 lety proběhly v severní části hory freatické erupce. V roce 1989 byly v oblasti hory zaznamenány otřesy a únik plynů způsobil na svazích hory úhyn stromů.

## Geologie
Mammoth Mountain je primárně geologicky složena z dacitu a ryolitu. Část hornin však byla hydrotermální aktivitou fumarol přeměněna.